# Большие Крупели
Большие Крупели[ударение?] — деревня в Толмачёвском городском поселении Лужского района Ленинградской области.

## История
Впервые упоминается в писцовых книгах Шелонской пятины 1501 года, как деревня Крупели — 2 ½ обжи близ реки Луги, в Дремяцком погосте Новгородского уезда.
Деревня Крупели обозначена на карте Санкт-Петербургской губернии Ф. Ф. Шуберта 1834 года.

КРУПЕЛИ — деревня принадлежит генерал-аншефу Обольянинову, число жителей по ревизии: 37 м. п., 35 ж. п.; 

В оной 5 харчевен, принадлежат его крестьянам из Крупель переселившимся. (1838 год)

Деревня Крупели отмечена на карте профессора С. С. Куторги 1852 года.

КРУПЕНИ — деревня господина Обльянинова, по просёлочной дороге, число дворов — 16, число душ — 47 м. п. (1856 год)

КРУПЕЛИ СТАРЫЕ — деревня владельческая при колодцах, число дворов — 12, число жителей: 40 м. п., 39 ж. п. (1862 год)

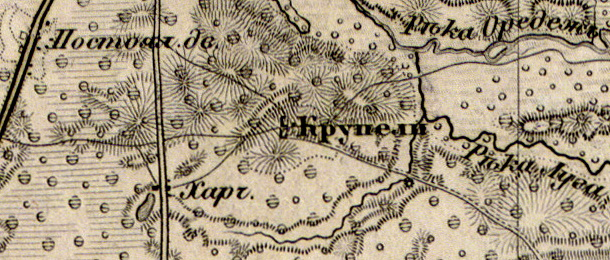
Деревня Большие Крупели на карте 1863 года

В XIX — начале XX века деревня административно относилась к Кологородской волости 2-го земского участка 2-го стана Лужского уезда Санкт-Петербургской губернии.
По данным «Памятной книжки Санкт-Петербургской губернии» за 1905 год деревня называлась Крупели и входила в Толковское сельское общество. 626 десятин земли в деревне принадлежали дочери коллежского асессора Лидии Александровне Бермелеевой и 125 десятин — крестьянину Марку Никитину.
С 1917 по 1919 год деревня Старые Крупели находилась в составе Кологородской волости Лужского уезда.
С 1920 по 1928 год — в составе Крупельского сельсовета, затем в составе Шаловского сельсовета.
По данным 1933 года деревня называлась Старые Крупели и входила в состав Шаловского сельсовета Лужского района.
C 1 августа 1941 года по 31 января 1944 года деревня находилась в оккупации.
С 1 июля 1950 года — в составе Толмачёвского сельсовета.
По данным 1966, 1973 и 1990 годов деревня называлась Большие Крупели и также входила в состав Толмачёвского сельсовета.
В 1997 году в деревне Большие Крупели Толмачёвской волости проживали 23 человека, в 2002 году — 27 человек (русские — 78 %).
В 2007 году в деревне Большие Крупели Толмачёвского ГП проживали 17 человек.

## География
Деревня расположена в центральной части района к востоку от автодороги Р23 «Псков» (E 95, Санкт-Петербург — граница с Белоруссией).
Расстояние до административного центра поселения — 10 км.
Ближайшая железнодорожная станция — Толмачёво.
Деревня находится на левом берегу реки Луга, близ места впадения в неё реки Оредеж.

## Демография
| 1838 | 1862 | 1997 | 2007 | 2010 | 2017 |
| ---- | ---- | ---- | ---- | ---- | ---- |
| 72   | ↗79  | ↘23  | ↘17  | ↗18  | ↗26  |

## Улицы
Лесная, Полевая, Сосновая, Спортивная, Центральная.

## Садоводства
Преображенское.